# MS Bergensfjord
El MS Bergensfjord fue un transatlántico construido en 1955 por Swan, Hunter & Wigham Richardson Ltd para Norwegian America Line. Tenía un tonelaje de registro bruto de 18.739 toneladas y podía transportar 878 pasajeros. Tuvo una trayectoria sin incidentes con sus propietarios originales hasta que fue vendido a la Compagnie Générale Transatlantique en 1971, luego a Horeson & Company y Bruusgaard Kiosterud & Co, antes de ser vendido a Aphrodite Maritime Co. Se hundió en 1980 después de que se produjera un incendio a bordo.

## Hundimiento

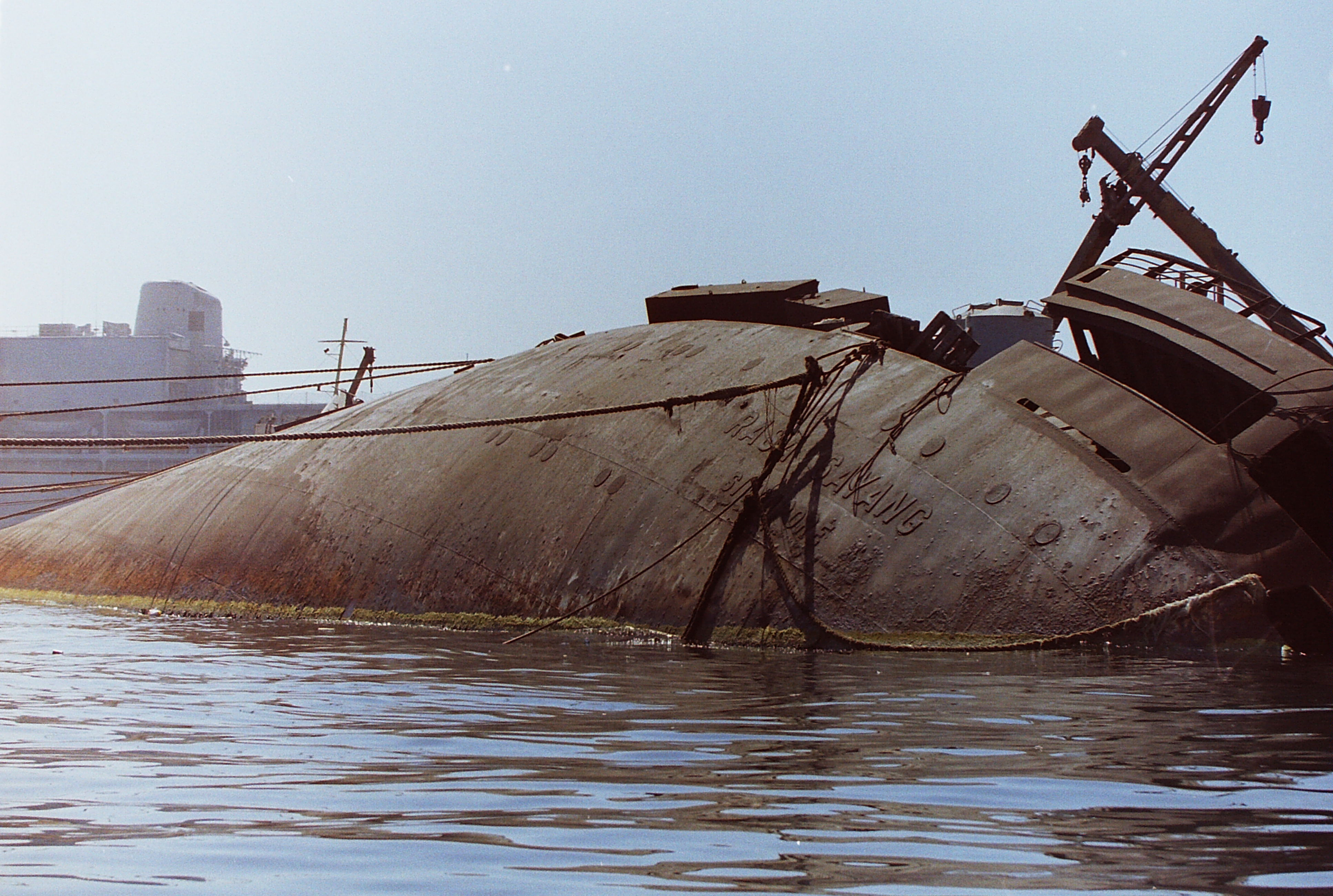
Pecio del Rasa Sayang

El 27 de agosto de 1980 se produjo un desastre. Durante su reconstrucción, se produjo un incendio a bordo. El incendio se propagó muy rápidamente y consumió rápidamente el viejo transatlántico. Durante la noche, el buque se volcó hacia estribor y quedó en el fondo del puerto de la bahía de Perama (El Pireo), de poca profundidad.
El pecio aún permanecen en esa posición, a 37°56′51.8″N 23°33′57.5″E / 37.947722, 23.565972. A principios de la década de 2000, la chimenea, la superestructura y los mástiles fueron desmantelados, pero el casco parcialmente sumergido permanece en su lugar, y ahora lo utiliza una empresa de dragado como rompeolas protector y muelle de amarre.